# 尾池四郎右衛門
尾池 四郎右衛門（おいけ しろうえもん、生没年不詳）は、江戸時代前期の土佐捕鯨の開拓者。通称は政次。

## 経歴・人物
尾張に生まれる。土佐藩安芸郡の代官尾池義左衛門に呼ばれ、慶安4年（1651年）鯨船6隻を率いて土佐安芸浦に入る。藩主の許可を得て安芸郡津呂村や幡多郡佐賀村に漁場を設け、鯨組を組織し突取法で捕鯨に従事。冬春、両所へ交代で漁を行い、その取れ高は盛況であった。尾池は漁の状況と人員不足を藩庁へ報告。藩は勢子船を新造し、城下の種崎から船頭2人、用人衆を鯨作配方として送った。浮津の奈良志浜に事務役所を置き捕鯨に当たらせ、これを殿組と呼んだ。その後は尾池組、殿組共同で経営に当たった。やがて、鯨数の減少により明暦3年（1657年）に尾張に帰国。寛永年間ごろ津呂で鯨組を組織した多田五郎右衛門と並び土佐における捕鯨の祖と称される。